# KM Ostrów
KM Ostrów – polski klub żużlowy z Ostrowa Wielkopolskiego. W latach 2003–2009 brał udział w rozgrywkach ligowych. W późniejszym czasie przestał funkcjonować.

## Historia
Rozgrywki ligowe w Polsce rozpoczęły się w 1948 roku. W eliminacjach, które miały ustalić skład I i II ligi wystartował Klub Motocyklowy Ostrów. Ostrowianie zakwalifikowali się do I ligi, gdzie ostatecznie zajęli 4. miejsce. W następnym sezonie zawodnicy KM Stal Ostrów wywalczyli wicemistrzostwo Polski. Skład drużyny, która wywalczyła srebrny medal: Stefan Maciejewski, Ludwik Rataj, Bonifacy Spitalniak, Roman Wielgosz, Piotr Poprawa. W 1950 r., w którym żużlowcy Stali wywalczyli brązowy medal, w klubie trenowało 18 zawodników. Przed sezonem 1951 nastąpiła reforma systemu rozgrywek ligowych. W związku z połączeniem zrzeszeń w ramach Ligi Centralnych Sekcji Żużlowych, siedzibą CSŻ Stal zostaje Ostrów. Po sezonie 1952 CSŻ Stal zmieniła siedzibę w związku z powstaniem w Ostrowie nieprzyjaznego sportowi żużlowemu klimatu
- jesienią 1952 zginął na torze lider Stali, Ryszard Pawlak (pierwsza w Polsce śmierć zawodnika na torze podczas zawodów).
Nową siedzibą CSŻ Stali zostały Świętochłowice.
Próbę reaktywacji sportu żużlowego w Ostrowie podjęto w 1955, kiedy to w rozgrywkach wystartował nowy klub - Ostrovia Ostrów. Sekcja została jednak rozwiązana już po sezonie 1959. Kolejna reaktywacja miała miejsce po 20 latach. Od sezonu 1992 w rozgrywkach ligowych startowała Iskra Ostrów.
Od sezonu 2003 w lidze startował powstały pod koniec 2002 roku Klub Motorowy Ostrów. W latach 2005–2007 ostrowianie startowali w barażach o wejście do Ekstraligi, jednak nie udało im się pokonać rywali. Po sezonie 2009 klub został rozwiązany i ogłoszony jako zamknięty. Głównym powodem było zadłużenie klubu. W 2010 roku w lidze wystartował nowy klub ŻKS Ostrovia.

## Poszczególne sezony
| Sezon | Rozgrywki ligowe | Rozgrywki ligowe | Rozgrywki ligowe | Uwagi                                           |
| Sezon | Liga             | Liga             | Miejsce          | Uwagi                                           |
| ----- | ---------------- | ---------------- | ---------------- | ----------------------------------------------- |
| 2003  | III              | II liga          | 2/6              | Wygrane baraże o awans                          |
| 2004  | II               | I liga           | 6/7              | 2. miejsce w rozgrywkach łączonych o utrzymanie |
| 2005  | II               | I liga           | 2/8              | Przegrane baraże o awans                        |
| 2006  | II               | I liga           | 2/7              | Przegrane baraże o awans                        |
| 2007  | II               | I liga           | 2/8              | Przegrane baraże o awans                        |
| 2008  | II               | I liga           | 3/8              |                                                 |
| 2009  | II               | I liga           | 8/8              |                                                 |

| Poziom ligowy | Liczba sezonów | Sezony    |
| ------------- | -------------- | --------- |
| II            | 6              | 2004–2009 |
| III           | 1              | 2003      |

## Osiągnięcia

### Krajowe
Poniższe zestawienia obejmują osiągnięcia klubu oraz indywidualne osiągnięcia zawodników w rozgrywkach pod egidą PZM, GKSŻ oraz Ekstraligi.

#### Mistrzostwa Polski
Mistrzostwa Polski par klubowych
- 3. miejsce (1): 2005

Młodzieżowe mistrzostwa Polski par klubowych
- 2. miejsce (1): 2008

#### Pozostałe
Brązowy Kask
- 3. miejsce (1):
  - 2009 – Łukasz Sówka

### Międzynarodowe
Poniższe zestawienia obejmują osiągnięcia klubu oraz indywidualne osiągnięcia zawodników krajowych (w zawodach drużynowych, par i indywidualnych) i zagranicznych (w zawodach indywidualnych) w rozgrywkach pod egidą FIM oraz FIM Europe.

#### Mistrzostwa Europy
Mistrzostwa Europy par
- 3. miejsce (1):
  - 2009 –  Robert Miśkowiak

Indywidualne mistrzostwa Europy
- 2. miejsce (2):
  - 2004 –  Matej Ferjan
  - 2005 –  Aleš Dryml
- 3. miejsce (1):
  - 2008 –  Mads Korneliussen